# Jallaucourt
Jallaucourt é uma comuna francesa na região administrativa de Grande Leste, no departamento de Mosela. Estende-se por uma área de 8,41 km². Em 2010 a comuna tinha 163 habitantes (densidade: 19,4 hab./km²).